# Schulmuseum Reckahn

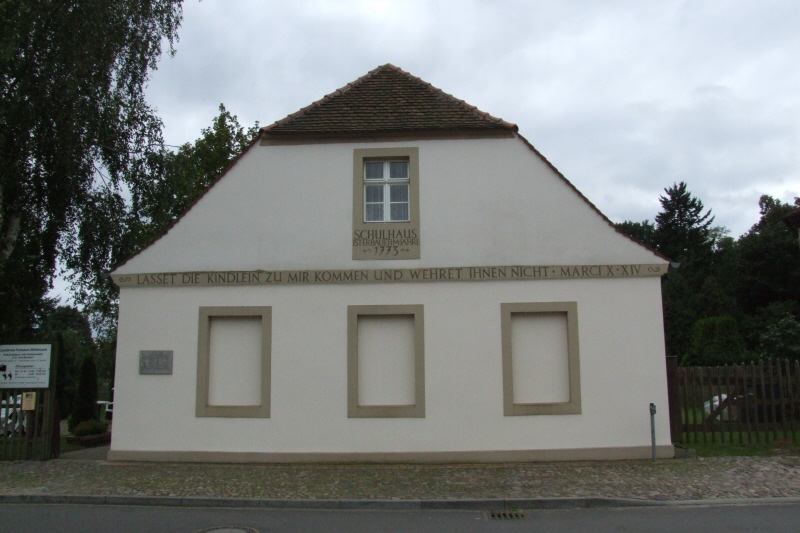
Das Schulhaus mit der Inschrift: „Lasset die Kindlein zu mir kommen und wehret ihnen nicht.“ (Foto: 2007)

Das Schulmuseum Reckahn ist in dem Schulhaus untergebracht, das Friedrich Eberhard von Rochow (1734–1805) im Jahr 1773 errichten ließ. Es war die erste zweiklassige Dorfschule Preußens und wurde zum pädagogischen Vorbild in Europa.

## Entstehungsgeschichte

### Schule und Schulhaus
Der Gutsbesitzer Friedrich Eberhard von Rochow wollte die landwirtschaftliche Produktion durch Reformen ertragreicher gestalten. Als er feststellte, dass der Bildungsstand der Bauern und Gutsarbeiter nicht ausreichte, um Reformen durchzuführen, beschloss er, die soziale und wirtschaftliche Lage der Landbevölkerung durch Schulbildung zu verbessern. Rochow gründete 1773 bei seinem Gut in Reckahn, südlich von Brandenburg an der Havel eine Dorfschule, die bald eine Musterschule für ähnliche Anstalten wurde. (1779 folgte eine weitere Schule im Nachbarort Krahne, wo Rochow ebenfalls ein Rittergut besaß.)
Eine wesentliche Stütze fand er dabei in dem von ihm zum Lehrer in Reckahn berufenen Heinrich Julius Bruns, den er später mit der Grabschrift ehrte: „Er war ein Lehrer!“. Zahlreiche Pädagogen besuchten Reckahn und ließen sich von dem dort praktizierten Unterricht anregen.
Neu war an der Schule die Zweiklassigkeit. Die erste Klasse war für die Anfänger, die die Grundlagen des Lesen, Schreibens und Rechnens erlernten. In der zweiten Klasse wurden die fortgeschrittenen Schüler dann auch in weiteren Fächern unterrichtet.
Das Schulhaus wurde nach den modernsten und fortschrittlichsten Prinzipien konzipiert. Der Entwurf stammt wahrscheinlich von J. CH. F. Keferstein, der als Mathematiker an der Ritterakademie Brandenburg tätig war.
Im Erdgeschoss befindet sich ein großes und hohes Klassenzimmer. Die weiteren Räume waren Wohn- und Wirtschaftsräume des Lehrers.
Über 170 Jahre lang wurde dieses Haus als Schule bis Ende 1945 genutzt. Ab 1946 war die Schule im Schloss Reckahn untergebracht. Das Schulhaus wurde von Flüchtlingen bewohnt.
1955 wurde aus dem Schulhaus eine Kinderkrippe. Dafür wurden im Verlauf der nächsten Jahre etliche Veränderungen am Gebäude vorgenommen. Ab 1980 ging die Kinderzahl stetig zurück. Die Krippe wurde dann 1991 geschlossen.
Aufgrund des wertschätzenden Umgangs zwischen Lehrkräften und Schülern wird Reckahn häufig auch als „positiver Erinnerungsort“ beschrieben. Daran anknüpfend sind in 2017 die Reckahner Reflexionen dort entwickelt worden.

### Entstehung des Schulmuseums
Im Auftrag des Kreises Brandenburg richtete der Lehrer Otto Günter Beckmann anlässlich des 250. Geburtstages von Rochow eine erste Ausstellung zur Würdigung von dessen schulreformerischen Leistungen im Schloss Reckahn ein. Diese Ausstellung wurde im Herbst 1989 erweitert, sodass die Rochow-Schau 1990 über drei Räume, darunter ein historischer Klassenraum, verfügte. Diese wurde zur Keimzelle des Schulmuseums, für das die Gemeinde Reckahn das alte Schulhaus ab 1991 zur Verfügung stellte.
Am 26. Februar 1992 wurde im alten Schulhaus das Schulmuseum Reckahn eröffnet. In einem Raum wird seitdem auf die Ideen- und Wirkungsgeschichte des Schulreformers von Rochow eingegangen, auf die weit ausführlicher das 2001 im Schloss eröffnete Rochow-Museum Reckahn eingeht.  Seit 1996 ist der Landkreis Potsdam-Mittelmark Träger des Museums, das vom Förderverein „Historisches Reckahn e. V.“ betrieben wird.

## Schulmuseum
Im ehemaligen Klassenzimmer ist eine Schulsituation einer Landschule in der ersten Hälfte des 20. Jahrhunderts rekonstruiert. Lern- und Lehrmittel dokumentieren Unterrichtsinhalte. Historische Projektoren dokumentieren den Einsatz visueller Lehrmedien.
Der Wohnraum des Lehrers zeigt heute eine Ausstellung über Leben und Werk von Friedrich Eberhard von Rochow.

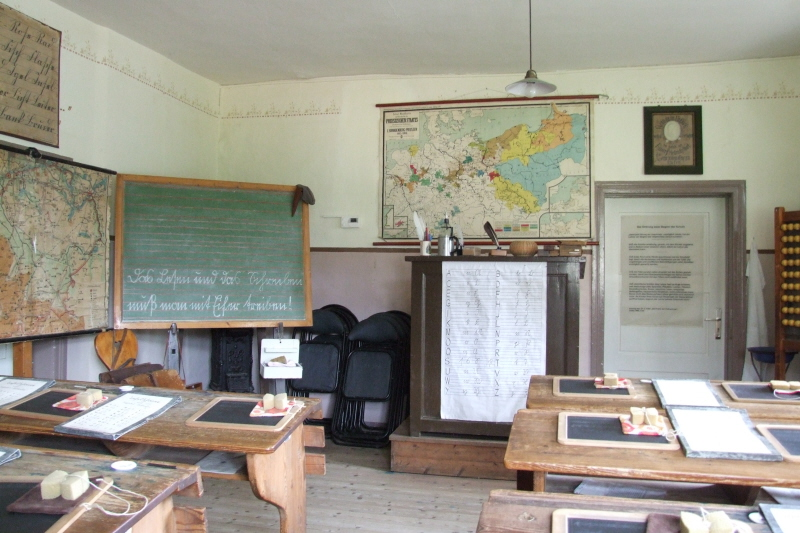
Klassenraum
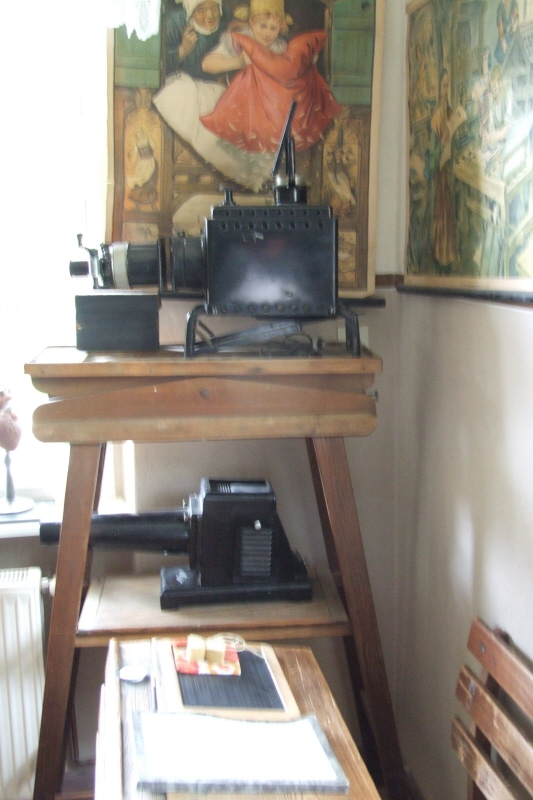
Projektoren, wie sie am Ende des 20. Jahrhunderts noch gebräuchlich waren
Tafel mit Sütterlinschrift
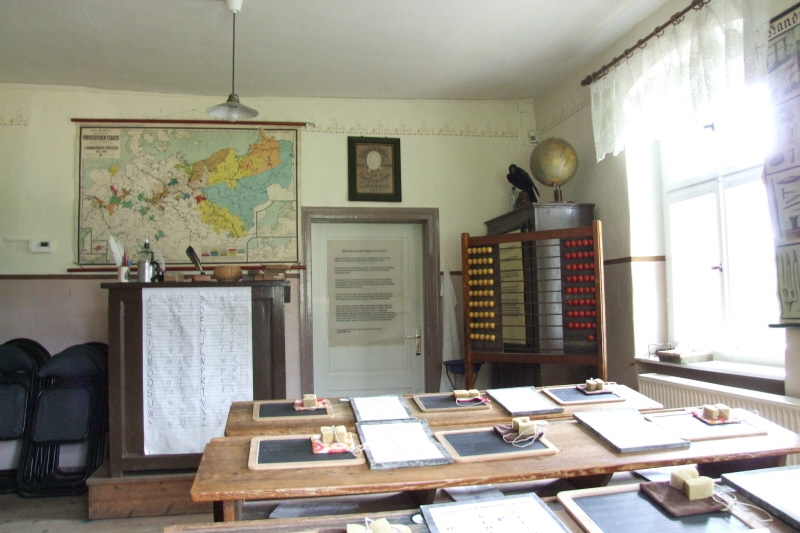
Ein Abakus als Rechenhilfsmittel im damaligen schulischen Alltag

Im Obergeschoss befindet sich eine Ausstellung zum Leben und Wirken des ersten Lehrers dieser Schule, Heinrich Julius Bruns.
Im Raum 3 sind Bücher des Preußischen Regierungs- und Schulrates Wilhelm von Türk ausgestellt. Nach Rochows Tod hatten dessen Schriften einen wichtigen Anteil an der Fortführung der Rochowschen Pädagogik. Das Lehrbuch Der neue Kinderfreund aus dem Jahr 1825 gehört dazu.
In weiteren Räumen werden Exponate der Schulgeschichte wie die Ausstattung physikalischer, biologischer und chemischer Fachkabinette präsentiert.
Schließlich widmet sich das Museum in einem Raum dem Großen Heerlager von 1741. Karten, Dioramen und andere Gegenstände dokumentieren dieses Lager, das für die Dörfer und Güter rund um Reckahn eine große Belastung darstellte.